# Denver (Missouri)
Denver és una població dels Estats Units a l'estat de Missouri. Segons el cens del 2000 tenia 40 habitants.

## Demografia
Segons el cens del 2000, Denver tenia 40 habitants, 20 habitatges, i 11 famílies. La densitat de població era de 40,6 habitants per km².
Dels 20 habitatges en un 30% hi vivien nens de menys de 18 anys, en un 30% hi vivien parelles casades, en un 10% dones solteres, i en un 45% no eren unitats familiars. En el 45% dels habitatges hi vivien persones soles el 15% de les quals corresponia a persones de 65 anys o més que vivien soles. El nombre mitjà de persones vivint en cada habitatge era de 2 i el nombre mitjà de persones que vivien en cada família era de 2,73.
Per edats la població es repartia de la següent manera: un 25% tenia menys de 18 anys, un 5% entre 18 i 24, un 32,5% entre 25 i 44, un 17,5% de 45 a 60 i un 20% 65 anys o més.
L'edat mediana era de 41 anys. Per cada 100 dones de 18 o més anys hi havia 100 homes.
La renda mediana per habitatge era de 18.750 $ i la renda mediana per família de 16.250 $. Els homes tenien una renda mediana de 18.750 $ mentre que les dones 0 $. La renda per capita de la població era de 7.283 $. Entorn del 33,3% de les famílies i el 40% de la població estaven per davall del llindar de pobresa.

## Poblacions més properes
El següent diagrama mostra les poblacions més properes.